# スバンテ・ペーボ
スバンテ・ペーボ（Svante Pääbo [ˈsvanˈtɛ ˈpɛːbʊ]、1955年4月20日 - ）は、エストニア系スウェーデン人の遺伝学者。進化遺伝学の分野を専門としている。沖縄科学技術大学院大学教授。
古遺伝学の創始者の一人であり、ネアンデルタール人のゲノムの研究に大きく貢献した 。
1997年より、ドイツ・ライプチヒのマックス・プランク進化人類学研究所の遺伝学部門の創設責任者を務めており、2022年に「絶滅したヒト科動物のゲノムと人類の進化に関する発見」でノーベル生理学・医学賞を受賞した。

## 教育・幼少期
ペーボはストックホルムに生まれ、母親のエストニア人化学者カリン・ペーボ（Karin Pääbo）と一緒に育ち、そこから姓を名乗るようになった。父は生化学者のスネ・ベリストロームで、1982年にベンクト・サミュエルソン、ジョン・ベーンとノーベル生理学・医学賞を共同受賞している。ペーボはルリク・レンスティアーナという異母兄を持ち、彼もまた1955年に生まれている。大学入学前にロシア語学校でロシア語を取得し、1975年から1976年にかけてスウェーデン軍で通訳を務めた。
1986年、アデノウイルスのE19タンパク質がどのように免疫系を調節するかを研究し、ウプサラ大学から博士号を取得した。1986年から1987年まで、スイスのチューリッヒ大学分子生物学II研究所で博士研究員として働く。1987年から1990年まで、米国カリフォルニア大学バークレー校生化学科で博士研究員として勤務した。1990年から1998年までルートヴィヒ・マクシミリアン大学ミュンヘン教授。

## 研究内容と経歴
ペーボは、遺伝学を用いて初期人類やその他の古代集団を研究する学問分野である古遺伝学の創始者の一人として知られている 。1997年、ペーボはネアンデルタール人のミトコンドリアDNA（mtDNA）の塩基配列決定に成功し、ネアンデル谷のフェルトホーファー洞窟で見つかった標本に由来することを報告した 。
2002年8月、ペーボが「言語遺伝子」であるFOXP2に関する研究成果を発表。
2006年には、ネアンデルタール人の全ゲノムを復元する計画を発表した。2007年には『タイム』誌の「その年最も影響力のある100人」に選ばれた。
2009年2月、シカゴで開催されたアメリカ科学振興協会（AAAS）の年次総会で、マックス・プランク進化人類学研究所がネアンデルタール人ゲノムの最初のドラフト版を完成させたことが発表された。454 Life Sciences Corporationの協力のもと、30億塩基対以上の塩基配列が決定された。
2010年3月、ペーボと共同研究者は、シベリアのデニソワ洞窟で見つかった指の骨のDNA解析に関する報告書を発表した。その結果、この骨はまだ認められていなかった絶滅したホモ属の一種、Denisova hominin（デニソワ人）に属していたことが示唆された。
2010年5月、ペーボらはネアンデルタール人のゲノム配列のドラフトを『サイエンス』誌に発表した。また、ペーボと彼のチームは、ネアンデルタール人とユーラシア大陸の人類（サハラ以南のアフリカの人類ではない）との間にはおそらく交雑があっただろうと結論づけた。科学界では、この古人類と現生人類の交雑説を一般に主流として支持している。この現代人とネアンデルタール人の遺伝子の混血は、およそ5万年から6万年前に南ヨーロッパで起こったと推定されている。
2014年、彼は『ネアンデルタール人：失われたゲノムを求めて』という本を出版し、回顧録と大衆科学の混合形式で、人類の進化に関する彼の考えと組み合わせたネアンデルタール人のゲノムをマッピングする研究努力の物語を伝えている 。
2020年、ペーボは、COVID-19病に対する脆弱性や入院の必要性など、より深刻な影響が、DNA分析によって、第3染色体領域の遺伝子変異に表れ、ヨーロッパのネアンデルタール人の遺産と関連する特徴であると判断した。この染色体領域は、ヨーロッパ系のネアンデルタール人の血統と関連しており、この染色体領域は、この病気の重症化リスクをより高めると考えられている。今回の発見は、ペーボと、彼が率いるプランク研究所およびカロリンスカ研究所の研究者によるものである。
2022年10月現在、ペーボのH指数は、Google Scholarでは167、Scopusでは133である。

## 賞歴

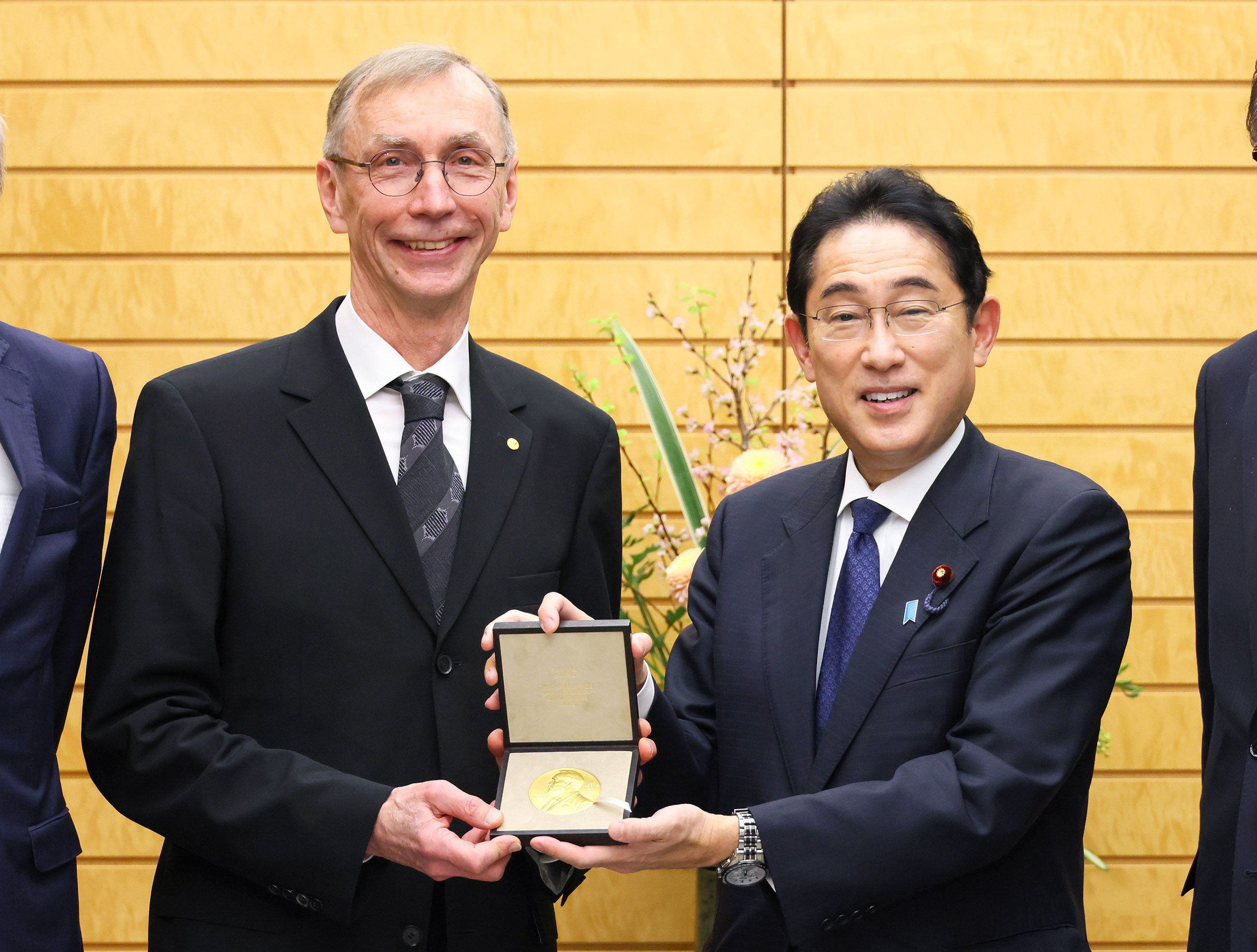
2023年2月1日、総理大臣官邸にて内閣総理大臣岸田文雄（右）と

- 1992年 ゴットフリート・ヴィルヘルム・ライプニッツ賞
- 2003年 エルンスト・シエーリング賞
- 2005年 ルイ＝ジャンテ医学賞
- 2009年 キスラー賞
- 2010年 Theodor Bücher賞（ヨーロッパ生化学学会連盟から）
- 2010年 ニューカム・クリーブランド賞
- 2013年 グルーバー賞遺伝学部門
- 2014年 ロモノーソフ金メダル
- 2016年 生命科学ブレイクスルー賞、慶應医学賞
- 2017年 ダン・デイヴィッド賞
- 2018年 アストゥリアス皇太子賞 学術・技術研究部門
- 2018年 HFSP中曽根賞、ケルバー欧州科学賞
- 2019年 ワイリー賞、ダーウィン＝ウォレス・メダル
- 2020年 日本国際賞[33]
- 2021年 マスリー賞
- 2022年 ノーベル生理学・医学賞

## 栄典
2000年にスウェーデン王立科学アカデミーのメンバーに選ばれた。2008年にはプール・ル・メリット勲章、2009年にはドイツ連邦共和国功労勲章を受勲した。

## 著作
- 『ネアンデルタール人は私たちと交配した（原題 Neanderthal man）』 野中香方子 訳 文藝春秋  2015年 ISBN 978-4-16-390204-3